# Macropelecocera paradoxa
Macropelecocera paradoxa är en tvåvingeart som beskrevs av Stackelberg 1952. Macropelecocera paradoxa ingår i släktet Macropelecocera och familjen blomflugor. Inga underarter finns listade i Catalogue of Life.